# Ikke Hüftgold

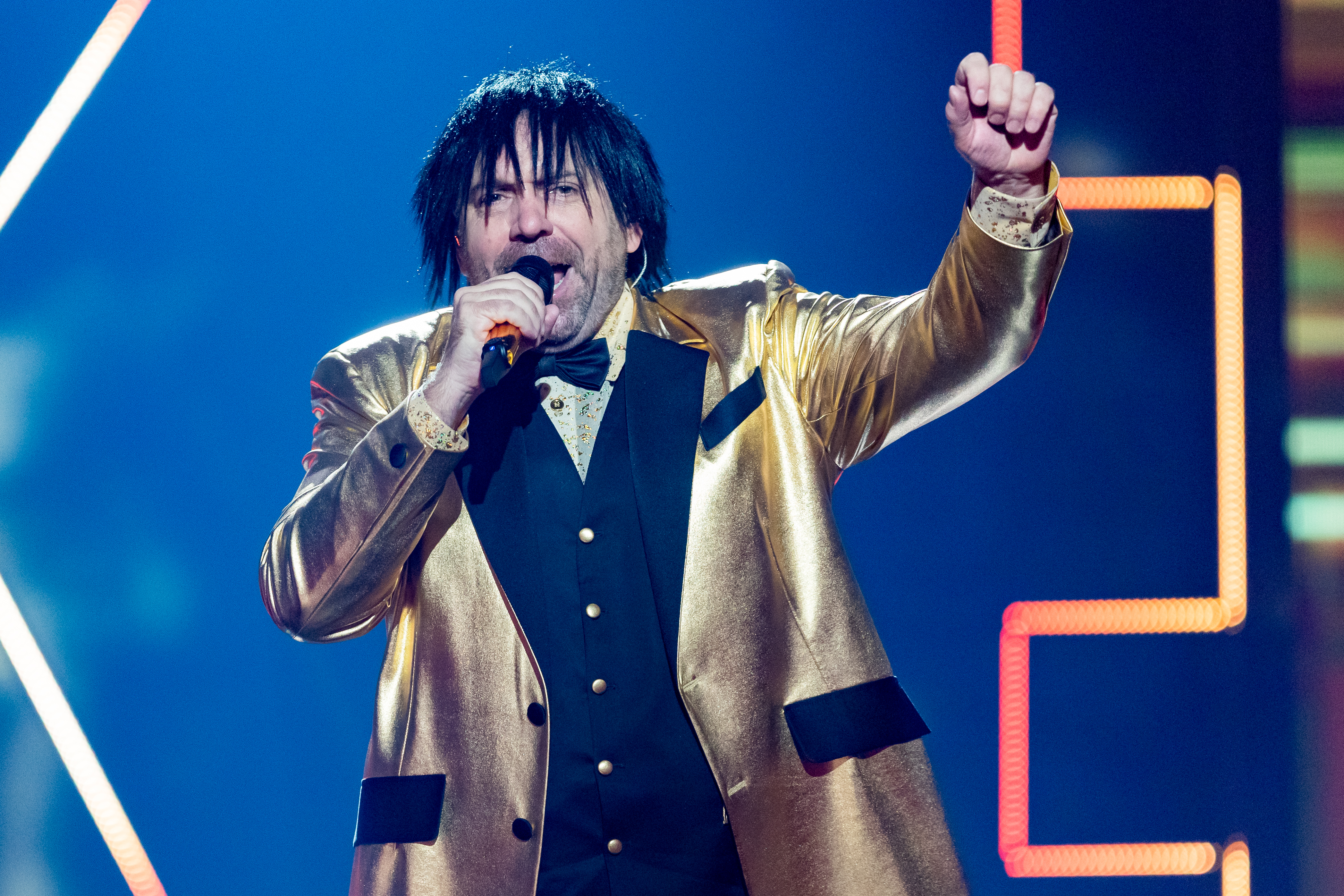
Ikke Hüftgold (2023)

Ikke Hüftgold (* 17. September 1976 in Limburg an der Lahn; bürgerlich Matthias Distel) ist ein deutscher Partyschlagersänger, Liedtexter, Musikproduzent und Hörspielautor.

## Leben

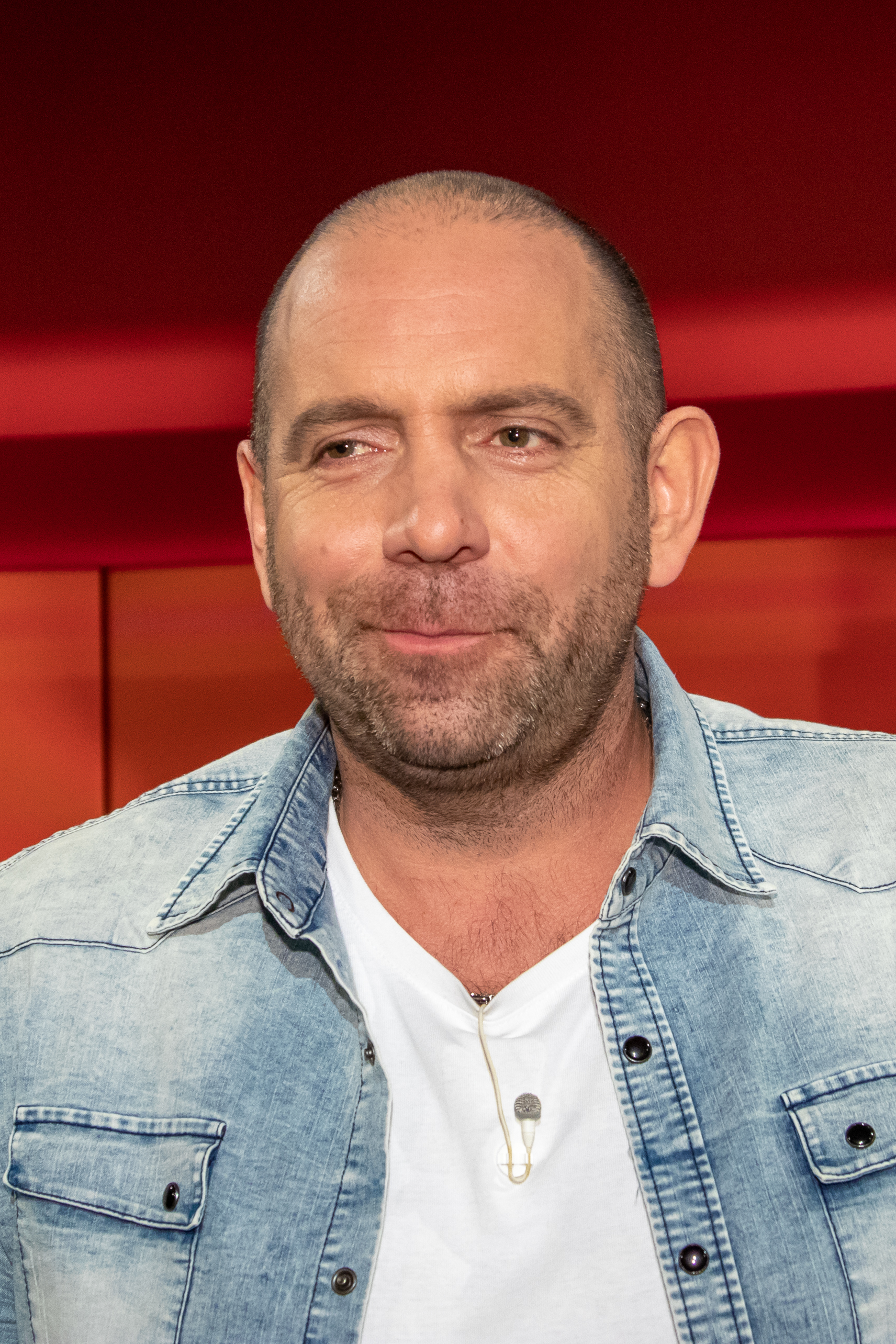
Matthias Distel ohne Perücke (2018)

Matthias Distel wurde 1976 in Limburg an der Lahn geboren. Er machte dort 1996 Abitur, absolvierte Zivildienst in der Altenpflege und begann zu studieren, bevor er mit einem Partner in seiner Heimatstadt einen Gartenbaubetrieb aufbaute. 
Er brachte sich autodidaktisch das Spielen mehrerer Instrumente bei und war von 1993 bis 2006 Frontmann verschiedener Rockbands (unter anderem Scarabäus, Marius). Von 2007 an schrieb und produzierte er Kinderhörspiele, bis er sein Talent für Partyschlager entdeckte.
Distel ist von seiner Frau geschieden, mit der er zwei Kinder hat. Seit 2021 ist er in einer Beziehung mit Nina Reh. Sie wirkte in einigen seiner Musikvideos mit und war auch Teil der Band bei der ESC-Vorentscheidung 2023. Er hat einen Zweitwohnsitz im österreichischen Ellmau.

## Karriere
Mit seiner ersten Single unter seinem Alter Ego Ikke Hüftgold Saufen ist Scheiße, doch wir machen’s trotzdem gelang ihm der Sprung nach Mallorca, wo er 2009 zum ersten Mal im Bierkönig auftrat. Er wurde dort schnell zur Kultfigur und absolvierte jährlich über 150 Auftritte auf Mallorca sowie im deutschsprachigen Europa. Auf Mallorca war er mit drei Auftritten in der Woche zwischenzeitlich einer der am häufigsten gebuchten männlichen deutschen Künstler. Seine Markenzeichen sind eine schwarze Perücke, ein Trainingsanzug und der erhobene Mittelfinger beim Betreten der Bühne. Die Geste wird vom Publikum erwidert. Distel bezeichnet Ikke Hüftgold als Satirefigur.
Als Songwriter und Produzent für Sänger wie Willi Herren, Jürgen Milski, Mia Julia, Menderes Bağcı, Hans Entertainment, Carsten Spengemann, Thomas Anders, Jörg und Dragan (Die Autohändler), Killermichel und Lorenz Büffel gehört er seitdem gemeinsam mit seinem Geschäftspartner Dominik de Leon zu den erfolgreichsten Partyschlagerproduzenten Deutschlands. Dafür gründeten sie das Unternehmen Summerfield Group mit Sitz in Heiligenroth bei Montabaur, zu dem unter anderem das Musiklabel Summerfield Records gehört und bei dem er einer der Geschäftsführer ist.
2012 gewann er den Ballermann-Award in der Kategorie „Bester Newcomer“. Im selben Jahr veröffentlichte er zusammen mit Peter Wackel die Single Bongiorno, im zugehörigen Video wirkte Lena Nitro mit. Das Video ist umstritten, da es unter anderem Blackfacing zeigt.
Mit Dicke Titten, Kartoffelsalat gelang ihm 2014 der Durchbruch, der Titel wurde zum Ballermann-Hit. Er stieg zusammen mit Willi Herren mit So gehn die Gauchos (So gehn die Deutschen) zum ersten Mal in die deutschen Singlecharts ein. Die Fußballnationalelf hatte das Lied nach dem Gewinn des Weltmeistertitels 2014 gegen Argentinien bei der Rückkehrfeier in Berlin gesungen. Es basiert auf dem Kinderlied Ich kenne einen Cowboy.
Weitere Erfolge waren 2015 und 2016 seine Arbeit für Mia Julia – Mallorca, da bin ich daheim und Lorenz Büffel – Johnny Däpp. Für letzteren bekam Hüftgold 2020 eine Platin-Schallplatte, womit Johnny Däpp zu den meistverkauften deutschsprachigen Schlagern seit 1975 in Deutschland zählt. 2016 ließ Hüftgold aus Protest gegen ein am Strand von Palma verhängtes Alkoholverbot 4000 Dosen Freibier verteilen. Nachdem es daraufhin zu einer Dosenbierschlacht gekommen war, erhielt er ein Auftrittsverbot im Bierkönig.
2017 sorgte sein Song Urensohn für öffentliche Aufmerksamkeit. Der Text im Refrain „Imo Erner ist kein Urensohn“ ist eine unmissverständliche Anspielung auf zuvor verbreitete Schmähgesänge gegen Fußball-Nationalspieler Timo Werner. Hüftgold wurde in zahlreichen Medien vorgeworfen, eine weitere Verbreitung der Schmähgesänge gegen Werner bewusst in Kauf zu nehmen oder gar zu beabsichtigen. Er betonte dagegen den Satirecharakter des Songs und versicherte, er habe Werner damit sogar in Schutz nehmen wollen. 2018 nahm er zusammen mit Ingo ohne Flamingo das Duett Schon wieder besoffen auf. Im selben Jahr erklärte er Bulgarien zu der neuen Partyhochburg und trat am dortigen Goldstrand mit weiteren Künstlern seines Labels auf.
Im Februar 2021 gab Distel bekannt, bis auf weiteres nicht mehr als Ikke Hüftgold auftreten zu wollen, um sich auf eine Karriere als Rockmusiker unter seinem bürgerlichen Namen konzentrieren zu können. Er begründet diesen Schritt damit, endlich die Musik machen zu wollen, die ihm ursprünglich am Herzen liege. Im Mai 2021 veröffentlichte er mit Ich schwanke noch einen neuen Schlager als Ikke Hüftgold. Die Idee zum Song stammt vom Comedian Dave Davis.
Im Mai 2021 veröffentlichte Distel ein Video via Social Media, in dem er Probleme bei den Dreharbeiten zur Sat.1-Show Plötzlich arm, plötzlich reich schilderte: Es seien dafür von der Redaktion der beauftragten Imago TV GmbH wissentlich schwer misshandelte und traumatisierte Kinder ausgewählt worden. Der Dreh sei trotz seiner Intervention zunächst nicht abgebrochen worden. Er habe sich trotz Bemühungen, den Vorfall intern zu klären, bewusst für eine öffentliche Aufmerksamkeit entschieden. Die geschäftsführende Imago-Gesellschafterin Andrea Schönhuber wehrte sich gegen Teile der Vorwürfe. Distel erstattete Strafanzeige gegen die Imago und Sat.1.
Im November 2021 veröffentlichte Distel zusammen mit Felix Lobrecht und Tommi Schmitt als fiktives Ballermann-Duo Die Sacknähte den Song Unten kommt die Gurke rein, der auf Tonspuren von Lobrechts und Schmitts gemeinsamen Podcasts Gemischtes Hack basiert. Die Einnahmen aus der Veröffentlichung sollten für die Seenotrettung im Mittelmeer gespendet werden.
Sein Label Summerfield Records produzierte das Lied Layla, das 2022 nach einer Sexismusdebatte als erster Partyschlager Platz eins der deutschen Singlecharts erreichte. Er wird in Medien als Produzent des Songs bezeichnet, obwohl nach eigenen Aussagen das Label den Song produziert habe. Mit dem Schlager Lied mit gutem Text trat er im März 2023 bei der deutschen ESC-Vorentscheidung Unser Lied für Liverpool an. Dort belegte er hinter Lord of the Lost den zweiten Platz.
Sein 2023 erschienenes Album Nummer eins erreichte als erstes Partyschlager-Album den ersten Platz der deutschen Albumcharts. Ein für November 2024 geplantes Konzert in Legden sagte Distel ab, da die Veranstalterin auch den Sänger Michael Wendler für eine Show im folgenden Jahr gebucht habe und ein Gespräch mit ihr zu keiner Einigung geführt habe. Wendlers Aussagen seien „ganz klar gegen die Werte unserer Gesellschaft“ gerichtet und er sei der Überzeugung, „dass jeder von uns ein klares Zeichen gegen jede Form von Extremismus, Hass und Ignoranz setzen“ müsse. 2025 kehrt Distel als Ikke Hüftgold zurück in den Bierkönig.

## Fernsehauftritte
Im August 2020 nahm er an der 8. Staffel von Promi Big Brother teil und belegte dort den 4. Platz.

## Diskografie
Studioalben

| Jahr | Titel Album                                                                | Höchstplatzierung, Gesamtwochen, AuszeichnungChartplatzierungen (Jahr, Titel, Album, Platzierungen, Wochen, Auszeichnungen, Anmerkungen) | Höchstplatzierung, Gesamtwochen, AuszeichnungChartplatzierungen (Jahr, Titel, Album, Platzierungen, Wochen, Auszeichnungen, Anmerkungen) | Höchstplatzierung, Gesamtwochen, AuszeichnungChartplatzierungen (Jahr, Titel, Album, Platzierungen, Wochen, Auszeichnungen, Anmerkungen) | Anmerkungen                             |
| Jahr | Titel Album                                                                | DE | AT | CH | Anmerkungen                             |
| ---- | -------------------------------------------------------------------------- | --- | --- | --- | --------------------------------------- |
| 2016 | Ballerpunk Summerfield Records (DA)                                        | — | — | — | Erstveröffentlichung: 15. Januar 2016   |
| 2020 | Dicke Hits und Kartoffelsalat aus dem Märchenland Summerfield Records (SR) | — | — | — | Erstveröffentlichung: 28. August 2020   |
| 2023 | Nummer eins Summerfield Records (UMG)                                      | DE1 (2 Wo.)DE | — | — | Erstveröffentlichung: 29. Dezember 2023 |
| 2024 | Mach ihn rein Summerfield Records (UMG)                                    | DE8 (1 Wo.)DE | — | — | Erstveröffentlichung: 21. Juni 2024     |